# Ejército de los Estados Unidos
El Ejército de los Estados Unidos, oficialmente y en inglés: United States Army, U.S. Army (USA), es la mayor rama de las Fuerzas Armadas de los Estados Unidos; su principal responsabilidad son las operaciones militares terrestres. Es el más antiguo de los ocho servicios uniformados estadounidenses, pues el moderno ejército tiene sus raíces en el Ejército Continental formado el 14 de junio de 1775 para luchar en la Guerra de Independencia de los Estados Unidos (1775-1783). Después de esta guerra, el Congreso de la Confederación creó el Ejército de los Estados Unidos el 3 de junio de 1784. El ejército estadounidense se considera a sí mismo descendiente del Continental y fecha su origen institucional en aquella fuerza armada nacida en 1775.
Como servicio militar uniformado, es parte del Departamento del Ejército, una de las tres dependencias del Departamento de Defensa. Este ejército está dirigido por un funcionario civil, el Secretario del Ejército, y por un oficial militar, el Jefe del Estado Mayor, que también es miembro del Estado Mayor Conjunto. En el año fiscal 2021, la fuerza proyectada para el ejército regular era de 485,000 soldados, la rama terrestre de la Guardia Nacional tenía 336,000 soldados y el ejército de reserva 189,500.       La fuerza combinada era por tanto de 1,005,725 soldados. Como rama de las fuerzas armadas estadounidenses, la misión de este ejército es «luchar y ganar las guerras de nuestra nación, proporcionando una pronta y sostenida dominación por tierra por medio de todo tipo de operaciones y el espectro completo del conflicto, en apoyo de los comandantes combatientes». Este ejército interviene en conflictos por todo el mundo y es la mayor fuerza terrestre ofensiva y defensiva de los Estados Unidos.

## Misión
La misión del Ejército de los Estados Unidos es estipulada en el § 3062 del Título 10 del Código de los Estados Unidos, que define el propósito del ejército como:
- Preservar la paz, la seguridad y la defensa de los Estados Unidos, sus posesiones y sus áreas ocupadas.
- Apoyar las políticas nacionales.
- Implementación de los objetivos nacionales.
- Vencer sobre cualquier nación responsable de actos agresivos que pongan en peligro la paz y seguridad de los Estados Unidos.

## Organización

### Comandos del Ejército y Comandos del Componente de Servicios del Ejército
| Comando de las Fuerzas del Ejército (FORSCOM)                                                             | Fort Bragg, Carolina del Norte          |
| Comando del Ejército del Futuro (AFC)                                                                     | Austin, Texas                           |
| Comando de Material del Ejército (AMC)                                                                    | Redstone Arsenal, Alabama               |
| Comando de Entrenamiento y Doctrina del Ejército (TRADOC)                                                 | Fort Eustis, Virginia                   |
| Comandos Componentes del Ejército                                                                         | Cuartel General                         |
| Ejército de África (USARAF)/9.º Ejército/Fuerza de Tarea del Ejército Sur Europeo                         | Caserma Ederle, Vicenza, Italia         |
| Ejército del Centro (ARCENT)/3.er Ejército                                                                | Shaw Air Force Base, Carolina del Sur   |
| Ejército de Europa (USAREUR)/7.º Ejército                                                                 | Clay Kaserne, Wiesbaden, Alemania       |
| Ejército del Norte (ARNORTH)/ 5.º Ejército                                                                | Joint Base San Antonio, Texas           |
| Ejército del Pacífico (USARPAC)                                                                           | Fort Shafter, Hawái                     |
| Ejército del Sur (ARSOUTH)/6.º Ejército                                                                   | Joint Base San Antonio, Texas           |
| Cibercomando del Ejército (ARCYBER)                                                                       | Fort Belvoir, Virginia                  |
| Comando del Espacio y Misiles de defensa del Ejército /Comando Estratégico del Ejército (USASMDC/ARSTRAT) | Redstone Arsenal, Alabama               |
| Comando de Operaciones Especiales del Ejército (USASOC)                                                   | Fort Bragg, Carolina del Norte          |
| Fuerza Operacional                                                                                        | Cuartel General                         |
| 8.º Ejército (EUSA)                                                                                       | Camp Humphreys, Corea del Sur           |
| Unidades descentralizadas                                                                                 | Cuartel General                         |
| Cementerio Nacional de Arlington y Cementerio Nacional de la Casa de Soldados y Aviadores                 | Arlington, Virginia                     |
| Centro de Apoyo para la Adquisición del Ejército de los Estados Unidos (USAASC)                           | Fort Belvoir, Virginia                  |
| Agencia de Recursos Humanos Civiles del Ejército (CHRA)                                                   | Washington D. C.                        |
| Cuerpo de Ingenieros del Ejército (USACE)                                                                 | Washington D. C.                        |
| Comando de Investigación Criminal del Ejército (USACIDC)                                                  | Quantico, Virginia                      |
| Comando de Recursos Humanos del Ejército (HRC)                                                            | Alexandria, Virginia                    |
| Comando de Inteligencia y Seguridad del Ejército (INSCOM)                                                 | Fort Belvoir, Virginia                  |
| Comando Médico del Ejército (MEDCOM)                                                                      | Joint Base San Antonio, Texas           |
| Distrito Militar de Washington del Ejército (MDW)                                                         | Fort Lesley J. McNair, Washington D. C. |
| Comando de Reclutamiento del Ejército (USAREC)                                                            | Fort Knox, Kentucky                     |
| Comando de Evaluación y Pruebas del Ejército (ATEC)                                                       | Aberdeen Proving Ground, Maryland       |
| Escuela de Guerra del Ejército (AWC)                                                                      | Carlisle, Pensilvania                   |
| Academia Militar del Ejército (USMA)                                                                      | West Point, Nueva York                  |

### Orden de Batalla
| I Cuerpo                                                                                              | Joint Base Lewis-McChord, Washington D. C. |
| III Cuerpo                                                                                            | Fort Hood, Texas                           |
| V Cuerpo                                                                                              | Fort Knox, Kentucky                        |
| XVIII Cuerpo Aerotransportado                                                                         | Fort Bragg, Carolina del Norte             |
| 1.er Ejército (FUSA)                                                                                  | Rock Island Arsenal, Illinois              |
| Comando de Reservas del Ejército (USARC)                                                              | Fort Bragg, Carolina del Norte             |
| Comando de Asistencia a Fuerzas de Seguridad (SFAC)                                                   | Fort Bragg, Carolina del Norte             |
| 20.º Comando de Explosivos Químicos, Biológicos, Radiológicos, Nucleares y de Alta Intensidad (CBRNE) | Aberdeen Proving Ground, Maryland          |
| 32.º Comando del Ejército de Defensa Aérea y Antimisiles (AAMDC)                                      | Fort Bliss, Texas                          |
| Comando del Ejército de Servicios de Tráfico Aéreo                                                    | Fort Rucker, Alabama                       |

| Unidades de Combate subordinadas al FORSCOM | Unidades de Combate subordinadas al FORSCOM | Unidades de Combate subordinadas al FORSCOM | Unidades de Combate subordinadas al FORSCOM |
| Nombre                                      | Cuartel General                             | Subunidades | Dependencia                                 |
| ------------------------------------------- | ------------------------------------------- | --- | ------------------------------------------- |
| 1.ª División Acorazada                      | Fort Bliss, Texas                           | 3 brigadas de combate acorazadas (ABCTs), 1 brigada de artillería (DIVARTY), 1 brigada de aviación de combate (CAB) y 1 brigada de apoyo. | III Cuerpo                                  |
| 1.ª División de Caballería                  | Fort Hood, Texas                            | 3 brigadas de combate acorazadas (ABCTs), 1 brigada de artillería (DIVARTY), 1 brigada de aviación de combate (CAB) y 1 brigada de apoyo. | III Cuerpo                                  |
| 1.ª División de Infantería                  | Fort Riley, Kansas                          | 2 brigadas de combate acorazadas (ABCTs), 1 brigada de artillería (DIVARTY), 1 brigada de aviación de combate (CAB) y 1 brigada de apoyo. | III Cuerpo                                  |
| 3.er Regimiento de Caballería               | Fort Hood, Texas                            | 4 brigadas de combate Stryker, 1 brigada de combate de apoyo de fuego, 1 brigada de combate de Ingenieros y 1 brigada de apoyo. | III Cuerpo                                  |
| 3.ª División de Infantería                  | Fort Stewart, Georgia                       | 2 brigadas de combate acorazadas (ABCTs), 1 brigada de artillería (DIVARTY), 1 brigada de aviación de combate (CAB) y 1 brigada de apoyo. | XVIII Cuerpo Aerotransportado               |
| 4.ª División de Infantería                  | Fort Carson, Colorado                       | 1 brigada de combate acorazada (ABCT), 1 brigada de combate Stryker, 1 Batallón Blindado BCT, DIVARTY, 1 CAB y 1 Brigada de Sostenimiento. | III Cuerpo                                  |
| 7.ª División de Infantería                  | Joint Base Lewis-McChord, Washington        | Control Administrativo de 2 Batallones de Stryker BCTs y 1 DIVARTY de la 2nd División de Infantería. | I Cuerpo                                    |
| Décima División de Montaña                  | Fort Drum, New York                         | 2 Batallones de infantería BCTs, 1 DIVARTY, 1 CAB y 1 Brigada de Sostenimiento. | XVIII Cuerpo Aerotransportado               |
| 25.ª División de Infantería                 | Schofield Barracks, Hawái                   | 2 Batallones de infantería BCTs (incluido el 100.º Batallón de Infantería del 442 Regimiento de Infantería del Ejército de la Reserva), 1 Batallón de Infantería Aerotransportado BCT, 1 Batallón de Stryker BCT, 1 DIVARTY, 1 CAB, y 1 Brigada de Sostenimiento. | I Cuerpo                                    |
| 82.ª División Aerotransportada              | Fort Bragg, North Carolina                  | 3 Batallones de Infantería Aerotransportada BCTs, 1 airborne DIVARTY, 1 CAB y 1 Brigada de Sostenimiento Aerotransportada. | XVIII Cuerpo Aerotransportado               |
| 101.ª División Aerotrasportada              | Fort Campbell, Kentucky                     | 3 Batallones de Infantería de Asalto Aerotransportado BCTs, 1 air assault DIVARTY, 1 CAB y 1 Brigada de Sostenimiento de Asalto Aerotransportado. | XVIII Cuerpo Aerotransportado               |

## Empleos y divisas personal
El Ejército de los Estados Unidos cuenta con los siguientes empleos y divisas:

### Oficiales y Generales
| Código OTAN                                       | OF-11                 | OF-10   | OF-9               | OF-8          | OF-7              | OF-6    | OF-5               | OF-4  | OF-3    | OF-2             | OF-1              | Oficial candidato |
| ------------------------------------------------- | --------------------- | ------- | ------------------ | ------------- | ----------------- | ------- | ------------------ | ----- | ------- | ---------------- | ----------------- | ----------------- |
| Estados Unidos                                    |                       |         |                    |               |                   |         |                    |       |         |                  |                   | sin divisa        |
| Estados Unidos                                    | General of the Army   | General | Lieutenant General | Major General | Brigadier General | Colonel | Lieutenant Colonel | Major | Captain | First Lieutenant | Second Lieutenant | Officer Candidate |
| Estados Unidos                                    | General del Ejército1 | General | Teniente general   | Mayor general | Brigada general   | Coronel | Teniente coronel   | Mayor | Capitán | Teniente primero | Teniente segundo  | Oficial candidato |
| 1 Honorífico/usado solamente en tiempo de guerra. |                       |         |                    |               |                   |         |                    |       |         |                  |                   |                   |

### Oficiales Técnicos
| Código OTAN             | WO-5                    | WO-4                    | WO-3                    | WO-2              | WO-1 |
| ----------------------- | ----------------------- | ----------------------- | ----------------------- | ----------------- | ---- |
| Estados Unidos          |                         |                         |                         |                   |      |
| Chief Warrant Officer 5 | Chief Warrant Officer 4 | Chief Warrant Officer 3 | Chief Warrant Officer 2 | Warrant Officer 1 |      |
| Jefe Oficial Técnico 5  | Jefe Oficial Técnico 4  | Jefe Oficial Técnico 3  | Jefe Oficial Técnico 2  | Oficial Técnico 1 |      |

### Oficiales no Comisionados
| Código OTAN                              | OR-9                        | OR-9                      | OR-9           | OR-9             | OR-8             | OR-8                      | OR-7                 | OR-6     | OR-5     | OR-4B |
| ---------------------------------------- | --------------------------- | ------------------------- | -------------- | ---------------- | ---------------- | ------------------------- | -------------------- | -------- | -------- | ----- |
| Estados Unidos                           |                             |                           |                |                  |                  |                           |                      |          |          |       |
| Senior Enlisted Advisor to the Chairman  | Sergeant Major of the Army  | Command Sergeant Major    | Sergeant Major | First Sergeant   | Master Sergeant  | Sergeant First Class      | Staff Sergeant       | Sergeant | Corporal |       |
| Asesor principal alistado del presidente | Sargento Mayor del ejército | Sargento Mayor de comando | Sargento Mayor | Sargento Primero | Sargento maestro | Sargento de primera clase | Sargento de personal | Sargento | Cabo     |       |

### Entrenamiento de Combate Básico
| Código OTAN    | OR-4A        | OR-3                     | OR-2    | OR-1       |
| -------------- | ------------ | ------------------------ | ------- | ---------- |
| Estados Unidos |              |                          |         | sin divisa |
| Estados Unidos | Specialist   | Private First Class      | Private | Recruit    |
| Estados Unidos | Especialista | Soldado de Primera Clase | Soldado | Recluta    |

## Uniforme

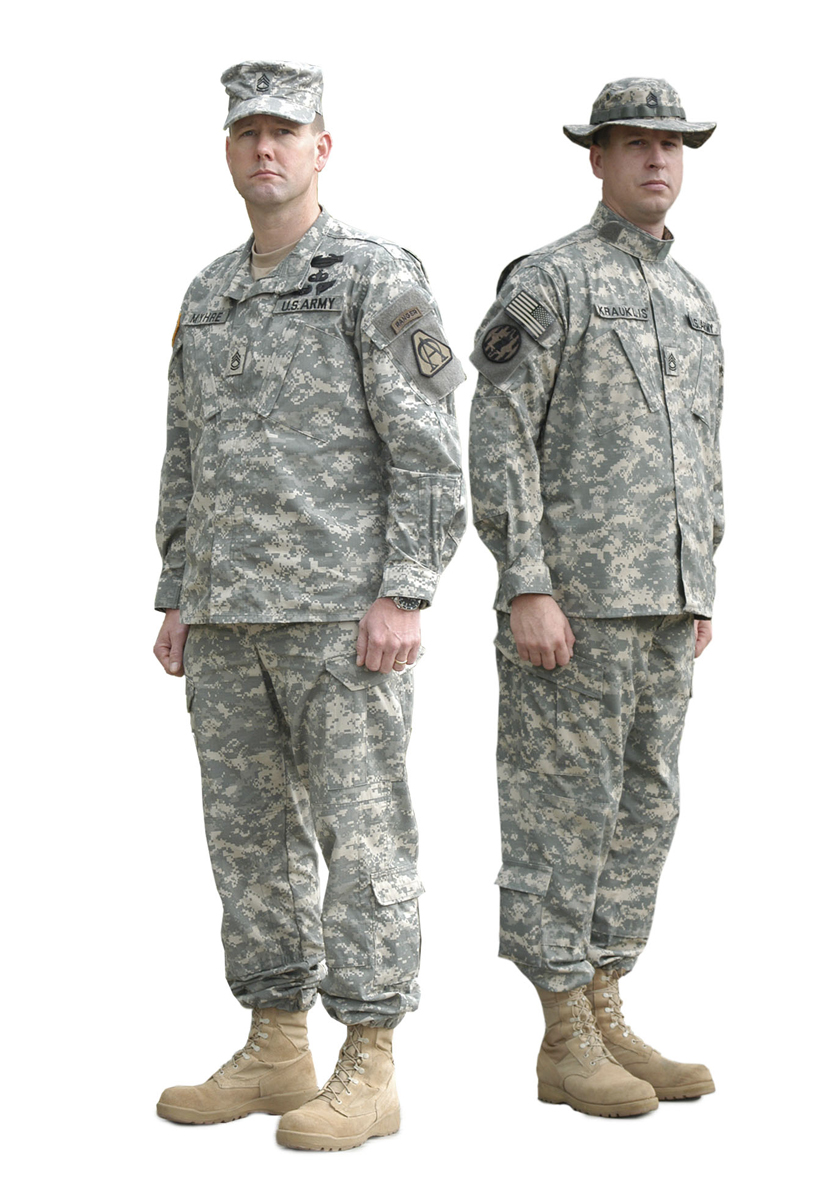
Dos soldados llevando el ACU especializado para zonas urbanas.

Actualmente, el Ejército está en proceso de eliminar progresivamente las texturas de camuflaje de bosque (woodland) y el uniforme camuflado de 3 colores para desierto (BDUs), reemplazándolos por el ACU (Army Combat Uniform: uniforme de campaña del Ejército), que presenta una trama pixelada como efecto óptico en su camuflaje para escenarios urbanos.
El Ejército planea desplegar el sistema "Fuerza Guerrera del futuro" que se inició en 2010, con aumentos en subsistemas desplegándolos y renovándolos cada dos años. Diseñado como un sistema completamente integrado como una unidad de combate, las versiones iniciales serían sencillas en su operación con la electrónica básica actual; las versiones finales implican tales tecnologías como un exoesqueleto accionado, que daría mayor fortaleza y capacidad física al recluta y varias nanotecnologías, como transcomunicadores, y aparatos de GPS.
El uniforme estándar del servicio de guarnición es conocido como "Ejército Verde de Instrucción" o "Traje de Instrucción" y es llevado por todos los oficiales y el personal reclutado desde su introducción en 1956 cuando reemplazó al anterior verde Aceituna (OD) y Kaki (y estambre de color marrón o TW) los uniformes llevados entre los 1890 y 1985, como parte de su dotación oficial, en los actos en donde el personal se encuentre en instrucción. El uniforme "Ejército Azul" se remonta a mediados del siglo XIX, es actualmente el uniforme formal de etiqueta del Ejército, pero en 2009 se reemplazarán el "Ejército Verde" y al "Ejército Blanco" (un uniforme semejante al uniforme del "Ejército Verde", pero llevado en guarniciones tropicales) y será el "nuevo" Uniforme de Servicio del Ejército, que funcionará como un uniforme de guarnición (cuando se lleva con una camisa y la corbata gris) y un uniforme de parada (cuando se lleva con una camisa blanca y/o una corbata para desfiles o una pajarita para "después de seis" o los acontecimientos de "etiqueta"). La boina, adoptada en todo el ejército en 2001, continuará llevándose con el nuevo ACU para el servicio de guarnición y con el uniforme de servicio para funciones no-ceremoniales.

## Equipamiento

### Armas individuales
El fusil de asalto principal del ejército es el M4 de calibre 5,56x45 mm OTAN y sus variantes. Antes de 2004 el arma principal fue el fusil M16, que fue el arma preferida desde la Guerra de Vietnam. En las Fuerzas Especiales también se utilizan las variantes del rifle FN SCAR que incluye el SCAR-H de calibre 7,62x51 mm OTAN y la versión más ligera, el SCAR-L de calibre 5,56x45 mm OTAN. Opcionalmente, la bayoneta puede ser acoplada a ambas variantes para los combates en lugares cerrados. El lanzagranadas de 40 mm M203 puede ser acoplado también para la potencia de fuego adicional. Algunos soldados cuyos deberes requieren un arma más compacta, tales como miembros de tripulación de vehículo de combate, oficiales de personal, y policía militar, están dotados de un arma de cinto en lugar de (o además de) un rifle. El arma de cinto más común en el ejército es la pistola Beretta 92 de 9 mm que es de uso en la mayoría de unidades de combate y apoyo.
Además de estas armas, las unidades de combate son complementadas con una variedad de armas especializadas, como la ametralladora ligera M249 SAW (Squad Automatic Weapon; Arma Automática de Escuadra), para proporcionar el fuego represivo a nivel de "fuego de equipo", también se usa la pistola M9, la escopeta de combate Benelli M4 o M1014 o la Mossberg 590, escopeta para volar puertas y combates de lugares cerrados, el M14 EBR o el M21 SWS para tiradores de largo alcance; el Barret M82, y también el Barret M107 como el M24 SWS (Sniper Weapon System; Sistema de Armas de Francotirador). Las granadas, tal como la granada de fragmentación M67 y la granada de humo M18, también son utilizadas comúnmente por tropas de combate.

### Sistemas de armas colectivas
El Ejército emplea varias "armas colectivas" (denominadas así porque son operadas por dos o más soldados para transportar artículos tales como cañones de repuesto, los trípodes, placas base, y munición extra) para proporcionar potencia de fuego pesada a alcances que exceden el de las armas individuales. La ametralladora M240 es la ametralladora de uso general del ejército. La M240 (alimentada por la izquierda) y la variante M240C (alimentada por la derecha) son utilizadas como ametralladoras coaxiales en el carro Abrams M1 y el Vehículo de Combate de Infantería M2 Bradley, respectivamente; la M240B es la variante de la infantería y puede ser disparada desde un bípode o trípode como arma de escuadra o pelotón, o montada en un vehículo. La Browning M2 Calibre.50 es una ametralladora pesada que ha estado en uso desde 1932 en una variedad de funciones, especialmente como apoyo de la infantería o defensa aérea. La M2 es también el arma primaria en la mayoría de las variantes del Stryker (transporte blindado de personal) y el sistema secundario de armas en el carro Abrams M1. El lanzagranadas Mk 19 de 40 mm es un lanzagranadas utilizado principalmente por unidades motorizadas, tales como las brigadas Stryker, exploradores de caballería montada HMMWV, y Policía Militar, y son empleados comúnmente en un papel complementario al M2.
El Ejército utiliza tres tipos de mortero para el apoyo de fuego indirecto cuando artillería más pesada no es apropiada o no está disponible. El más pequeño de estos es el M224 de 60 mm, normalmente asignado en el nivel de la compañía de la infantería. En el escalón inmediato superior, los batallones de la infantería son apoyados comúnmente por una sección de morteros M252 de 81 mm. El mortero más grande en el inventario del Ejército es el M120/M121 de 120 mm, empleado generalmente por batallones mecanizados, por las unidades de Strykers, y por tropas de caballería ya que su tamaño y peso requieren que sea transportado remolcado o a bordo de un vehículo.

### Vehículos

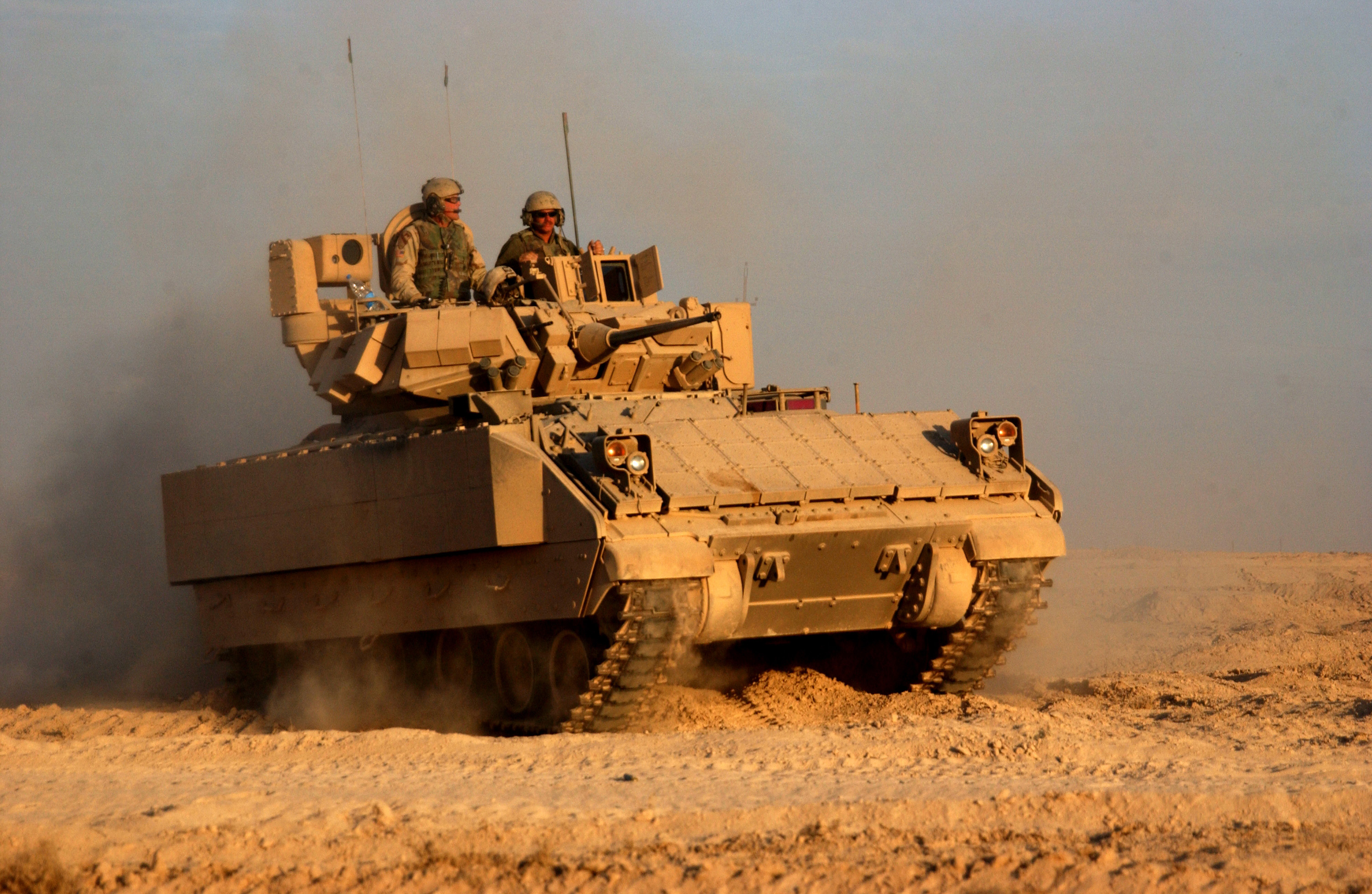
M2A3 Bradley IFV (vehículo de combate de infantería).

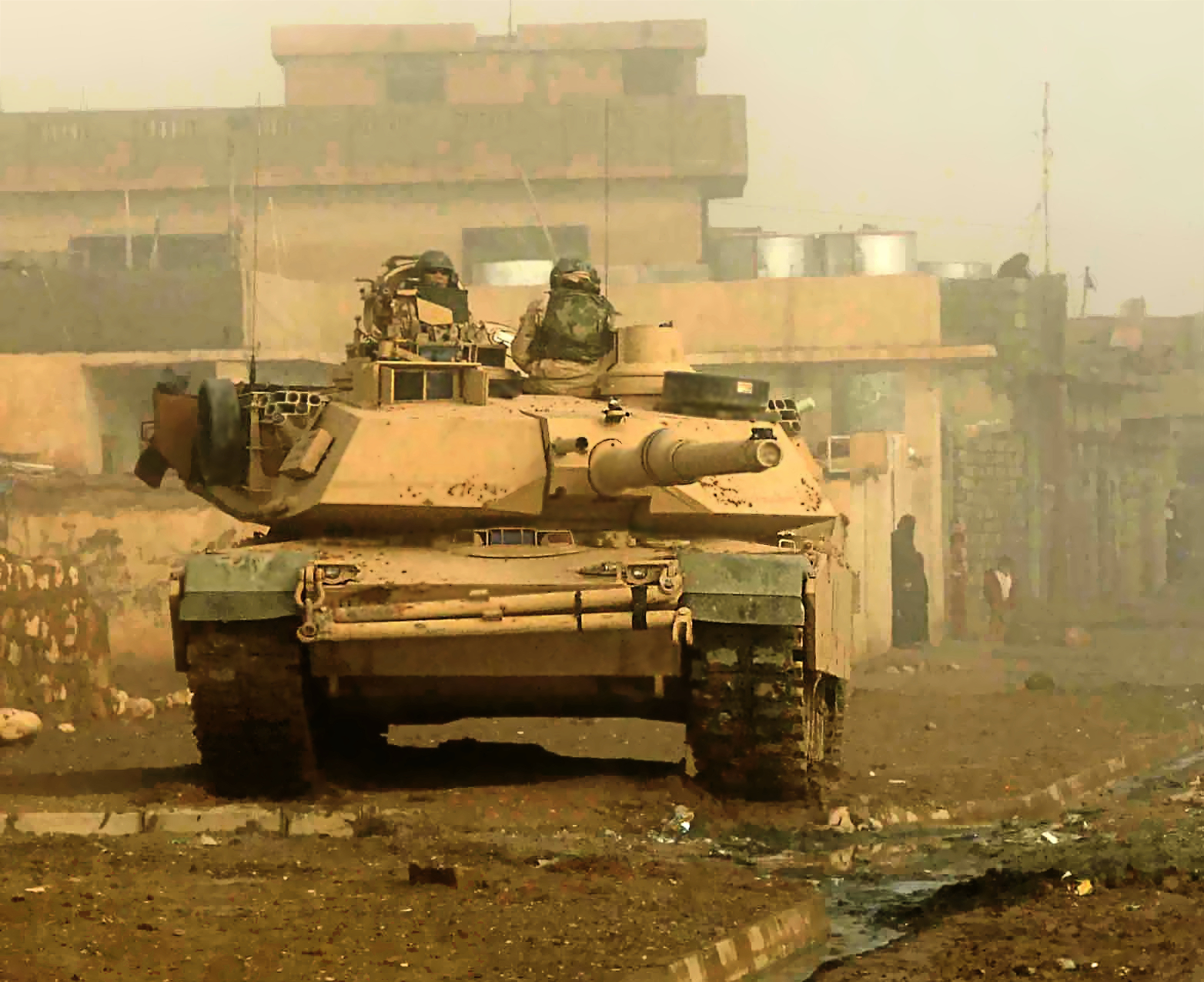
Un tanque M1A2 Abrams del US Army en Irak.

El ejército de los EE. UU. fue el primero en el mundo en lograr el 100% de movilidad automotora,[cita requerida] y gasta una gran porción de su presupuesto militar para mantener un inventario diverso de vehículos. El ejército de EE. UU. mantiene la proporción más alta de vehículos por soldado del mundo.
La mayoría de los vehículos de uso común son el Humvee o HMMWV (High Mobility Multipurpose Wheeled Vehicle; Vehículo con Ruedas Multiuso de Alta Movilidad), que es capaz de servir como un portador de carga/tropa, plataforma de armas, de ambulancia, entre muchos otros papeles. El Abrams M1A2 es el principal tanque de batalla del Ejército, mientras el Bradley M2A3 es el principal vehículo de combate de infantería. Otros vehículos son: el Stryker, y el camión blindado M113.

### Artillería
El arma de Artillería del Ejército de los Estados Unidos se dividen en diferentes partes según su capacidad de movimiento y munición:

#### Artillería autopropulsada
- M109 howitzer

#### Artillería de cohetes
- MGM-140 ATACMS -

### Aviación

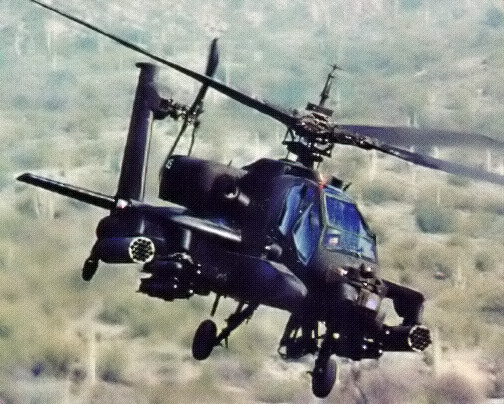
Helicóptero de ataque AH-64 Apache.

El ejército estadounidense opera usando varios tipos de avión con ala rotatoria y motor. Estos incluyen el helicóptero de ataque AH-64 Apache, el helicóptero multipropósito UH-60 Black Hawk, y el helicóptero de transporte pesado CH-47 Chinook.
Además, el Regimiento Especial 160 de la Aviación de Operaciones del Ejército opera pequeños helicópteros del asalto/ataque como el "MD Helicopters MH-6 Little Bird", así como las versiones modificadas del BlackHawk y el Chinook, principalmente en apoyo de las Fuerzas de Operaciones Especiales, pero también las mismas de las otras fuerzas armadas de EE. UU.

## Ramas del ejército
| RAMA                                                     | INSIGNIA | RAMA                                    | INSIGNIA |
| -------------------------------------------------------- | -------- | --------------------------------------- | -------- |
| Cuerpo de Adquisiciones                                  |          | Arma de Artillería Antiaérea            |          |
| Cuerpo de Ayudante General incluye la banda del Ejército |          | Arma de Caballería Blindada             |          |
| Arma de Aviación del Ejército                            |          | Arma de Asuntos Civiles                 |          |
| Cuerpo de Capellanes                                     |          | Cuerpo Químico                          |          |
| Cuerpo Cibernético                                       |          | Cuerpo Dental                           |          |
| Cuerpo de Ingenieros                                     |          | Cuerpo de Artillería Terrestre          |          |
| Cuerpo de Finanzas                                       |          | Arma de Infantería                      |          |
| Inspectoría General                                      |          | Arma Logística                          |          |
| Cuerpo General de Jueces y Abogados                      |          | Cuerpo de Inteligencia Militar          |          |
| Cuerpo Médico                                            |          | Cuerpo Servicio Médico                  |          |
| Cuerpo de Policía Militar                                |          | Cuerpo de Enfermeras                    |          |
| Arma de Operaciones Psicológicas                         |          | Cuerpo Médico Especialista del Ejército |          |
| Cuerpo de Intendencia                                    |          | Cuerpo de Especialistas de Personal     |          |
| Arma de Fuerzas Especiales                               |          | Cuerpo de Ordenanzas                    |          |
| Cuerpo Veterinario                                       |          | Asuntos Públicos                        |          |
| Cuerpo de Transporte                                     |          | Cuerpo de Señales                       |          |

Otras ramas
- Programa de Bandas Militares del Ejército
- Programa de Artes del Ejército
- Centro del Historia Militar